# Гамаль, Надия
Надия Гамаль (араб. نادية جمال‎; 21 сентября 1934, Александрия — 1 июня 1990, Бейрут) — египетская актриса и танцовщица. Как танцовщица известна тем, что мягкий и нежный стиль танца живота она умела совмещать с элементами некоторых фольклорных стилей, таких как халиджи и беледи.

## Ранняя жизнь и карьера
Гамаль родилась как Мария Каридиас в семье грека и итальянки в Александрии, Египет. Танцевальную карьеру начала кабаре которое принадлежало её матери. Обученная игре на фортепиано, а также нескольким видам танцев, таким как балет и чечётка, Гамаль сначала исполнила европейские народные танцы. Когда одна из ведущих танцовщиц в труппе её матери заболела Надие первой было предложено её заменить. На тот момент девушке было всего 14 лет. После этого дебюта она стала популярной танцовщицей и снялась во многих египетских фильмах.
В 1953 году встречалась с известным индийским киноактёром Шамми Капуром, снялась в нескольких индийских фильмах.
В 1968 году Гамаль стала первой танцовщицей танца живота, выступившим на Международном фестивале в Баальбеке. Она также выступала в Каирском оперном театре и танцевала для короля Хусейна и шаха Ирана. На протяжении своей карьеры Гамаль гастролировала по Азии, Ближнему Востоку, Европе, Латинской Америке и Северной Америке. В 1978 и 1981 годах преподавала танцевальное искусство в Нью-Йорке. Позже открыла собственную школу танцев.
В 1990 году у неё был диагностирован рак груди, во время лечения в Бейруте она заболела пневмонией и умерла.

## Стиль и влияние
Надия Гамаль была одной из тех танцовщиц, кто в зависимости от сложности и стиля танца, мог попросить заменить напольное покрытие. Гамаль была известна своим использованием чечётки. Также часто включала в свои выступления танца живота, бедуинские танцы и элементы ритуального, языческого танца Зар.
Она оказала влияние на многих танцоров, таких как Ибрагим Фарра, Сухайла Салимпур и Клэр Наффа.

## Фильмография
- Prem Pujari (1970)
- Bazi-e eshgh (1968)
- Bazy-e-shance (1968)
- Mawal al akdam al zahabiya (1966)
- Двадцать четыре часа на убийство (1965)
- Garo (1965)
- Layali al chark (1965)
- Zenubba (1956)
- Mawwal